# Arménská liga ledního hokeje
Arménská liga ledního hokeje je nejvyšší hokejovou ligou v Arménii, kterou pořádá Arménská federace ledního hokeje (Armenian Ice Hockey federation). 

## Historie
V nižších ligách Sovětského svazu hrávala družstva Ararat Leninakan (Ararat Jerevan) a Shirak Leninakan (Shirak Gyumri), ale po rozpadu Sovětského svazu nebyla Arménie v ledním hokeji dlouho aktivní. V roce 1999 vstoupila Arménie do IIHF, a v roce 2000 Arménská federace ledního hokeje založila Arménskou ligu ledního hokeje. V první ligové sezóně 2000/01 hrály ligu 3 týmy (1. ASC Jerevan, 2. Dinamo Jerevan, 3. Shengavit Jerevan). Další sezónu se šampionát nekonal, ale od sezóny 2002/03 (připojil se Shirak) se hraje ligová soutěž v Arménii každoročně ve čtyřech nebo pěti týmech. V roce 2019 došlo k přerušení ligy která pokračuje od sezóny 2022/23 s pěti novými kluby HC Lions Jerevan, HC Pyunik Jerevan, HC Peppers, HC Falcons, HC Sharks Jerevan. Sezóna 2023/24 pokračovala ve čtyřech týmech bez HC Sharks Jerevan, který hraje 2.ligu (Divize B) s týmy HC Pyunik Jerevan B, HC Peppers B. První fází sezóny je základní část, ve které každý tým sehraje tři zápasy každý s každým. Druhou fází je play off, ve kterém budou stejné čtyři týmy bojovat o pohár Grigorije Mkrtchjana.

## Systém soutěže
V základní části hraje každý klub s každým 4 nebo 6 zápasů doma/venku, a vítěz je vyhlášen mistrem ligy. Dříve se v některých ročnících hrálo po základní části play off. 
| Tým            | Město   | Aréna                               | Kapacita | Hlavní trenér     |
| -------------- | ------- | ----------------------------------- | -------- | ----------------- |
| Urartu Jerevan | Jerevan | Centrum krasobruslení Iriny Rodniny | 600      | Nikita Kozlov     |
| HC Erebuni     | Jerevan | Centrum krasobruslení Iriny Rodniny | 600      | Armen Petrosov    |
| Ararat Jerevan | Jerevan | Centrum krasobruslení Iriny Rodniny | 600      | Vasilij Srapinski |
| Shirak Gyumri  | Gyumri  | Ledový palác Gyumri                 |          | Vahe Zhamkochjan  |

Bývalé kluby Arménské ligy ledního hokeje: ASC Jerevan, Dinamo Jerevan a Shengavit Jerevan.

## Mistři
- 2000–2001 – ASC Jerevan
- 2001–2002 – šampionát se nekonal
- 2002–2003 – Dinamo Jerevan
- 2003–2004 – Dinamo Jerevan
- 2004–2005 – Dinamo Jerevan
- 2005–2006 – Urartu Jerevan
- 2006–2007 – Urartu Jerevan
- 2007–2008 – Urartu Jerevan
- 2008–2009 – Urartu Jerevan
- 2009–2010 – Urartu Jerevan
- 2010–2011 – Urartu Jerevan
- 2011–2012 – Urartu Jerevan
- 2012–2013 – Ararat Jerevan
- 2013–2014 – Ararat Jerevan
- 2014–2015 – Urartu Jerevan
- 2015–2016 – Ararat Jerevan
- 2016–2017 – Ararat Jerevan
- 2017–2018 – Urartu Jerevan
- 2018–2019 – Urartu Jerevan
- 2019–2022 – šampionát se nekonal
- 2022–2023 – HC Lions Jerevan
- 2023–2024 – HC Pyunik Jerevan

## Počty titulů
| Počet titulů | Klub              | Rok                                                        |
| ------------ | ----------------- | ---------------------------------------------------------- |
| 10           | Urartu Jerevan    | 2006, 2007, 2008, 2009, 2010, 2011, 2012, 2015, 2018, 2019 |
| 4            | Ararat Jerevan    | 2013, 2014, 2016, 2017                                     |
| 3            | Dinamo Jerevan    | 2003, 2004, 2005                                           |
| 1            | ASC Jerevan       | 2001                                                       |
| 1            | HC Lions Jerevan  | 2023                                                       |
| 1            | HC Pyunik Jerevan | 2024                                                       |